# Lukas Gnam

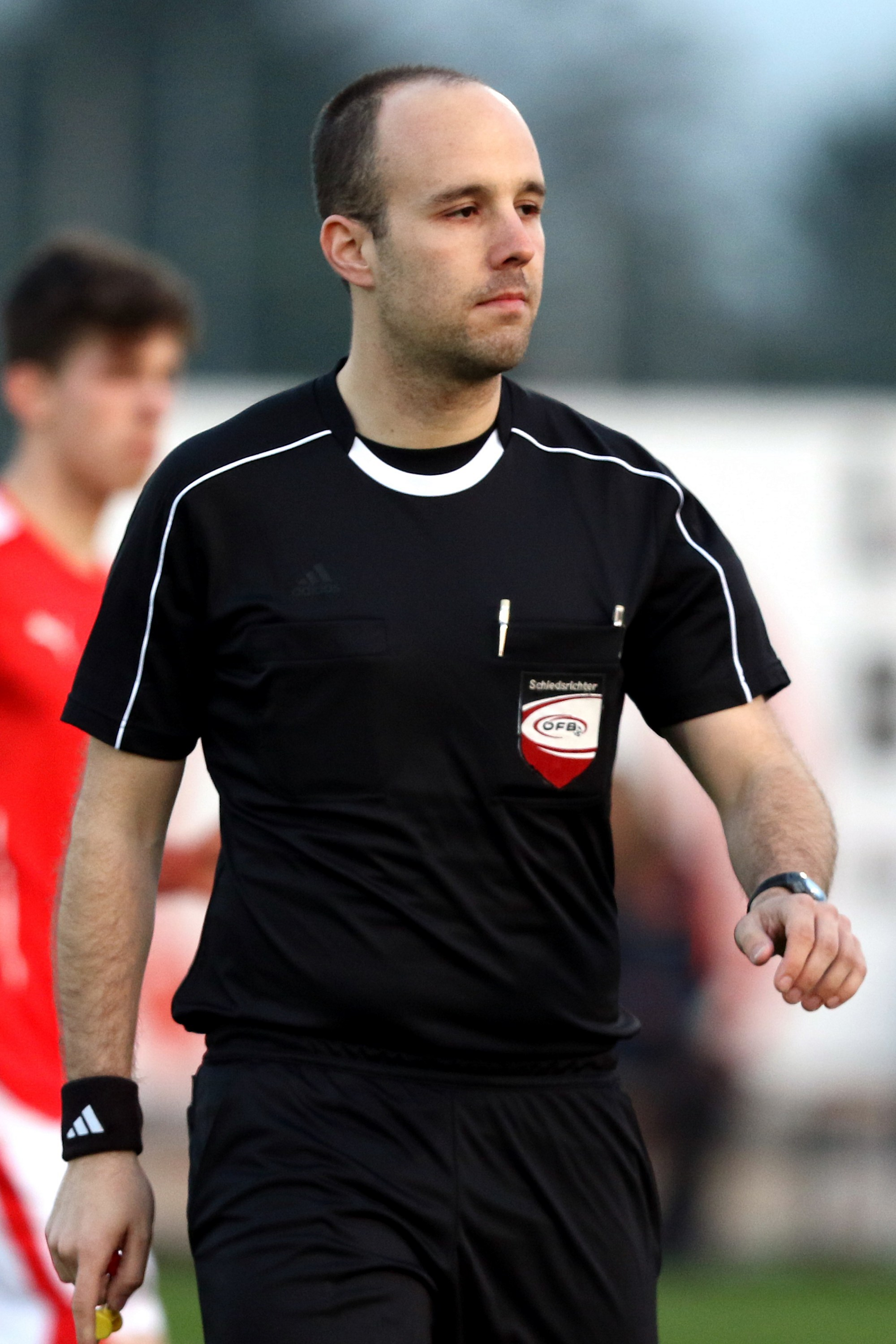
Lukas Gnam bei einem freundschaftlichen U18-Länderspiel zwischen Österreich und den Niederlanden (2017)

Lukas Gnam (* 9. März 1991 in Wiener Neustadt) ist ein österreichischer Fußballschiedsrichter. Er ist Mitglied des niederösterreichischen Fußballverbandes und des niederösterreichischen Schiedsrichterkollegiums. Seit der Saison 2018/19 ist er auch als Schiedsrichter in der österreichischen 2. Liga im Einsatz.

## Karriere
Seine Laufbahn begann mit der Absolvierung der Schiedsrichterprüfung im Jahr 2008. Nur fünf Jahre später, am 23. März 2013, gab er sein Debüt in der niederösterreichischen Landesliga, Österreichs vierthöchster Spielklasse, bei der Begegnung SC Mannsdorf gegen SV Waidhofen/Thaya (4:2). Den nächsten Schritt auf der Karriereleiter machte er am 28. August 2015 mit seiner ersten Spielleitung in der  Regionalliga Ost bei der Begegnung FK Austria Wien Amateure gegen SC Neusiedl am See (1:1).
Nach weiteren drei Jahren im Amateurfußball leitete er am 10. August 2018 mit dem Spiel FC Liefering gegen Young Violets Austria Wien (3:0) seine erste Partie im österreichischen Profifußball. In diesem Spiel entschied er einmal auf Strafstoß und benötigte eine Gelbe Karte.